# سیارک ۲۶۸۲۱
سیارک ۲۶۸۲۱ (به انگلیسی: 26821 Baehr، نامگذاری:1988FM1) بیست و شش هزار و هشتصد و بیست و یکمین سیارک کشف شده‌است که در ۱۷ مارس ۱۹۸۸ کشف شد.